# Ghiacciaio di Pré de Bar
Il ghiacciaio di Pré de Bar (pron. fr. AFI: [pre də baʁ]) si trova nel massiccio del Monte Bianco nel versante valdostano.

## Caratteristiche

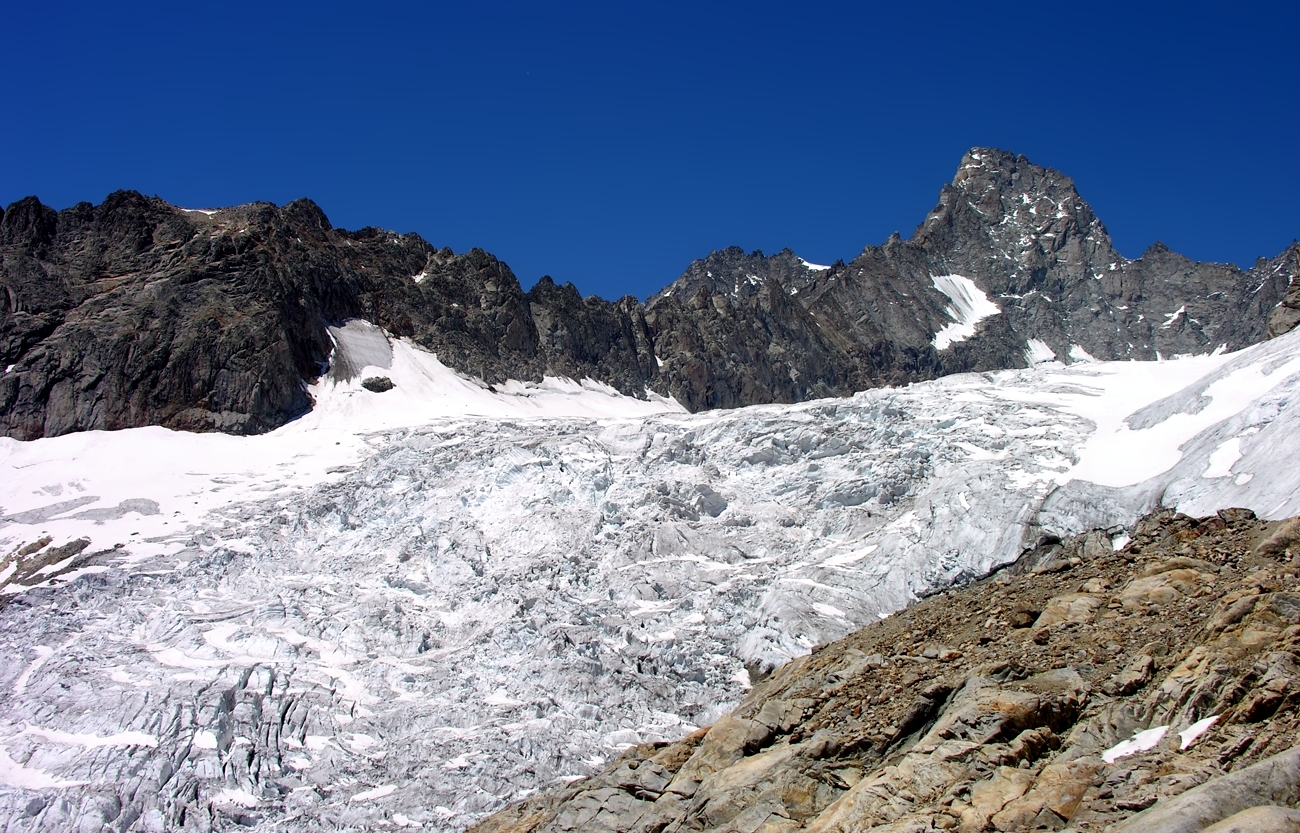
La parte centrale del ghiacciaio di Pré de Bar.

La sua estensione misura circa 340 ettari. Si trova nella val Ferret (Courmayeur). È contornato da importanti vette: aiguille de Triolet (3.874 m), punta di Pré de Bar (3.659 m), mont Dolent (3.819 m) e mont Grapillon (3.576 m).
Le sue caratteristiche principali sono: lunghezza 3,9 km circa, larghezza massima 1,5 km circa, esposizione sud-est, quota massima 3750 metri circa, quota minima 2150 metri.
Formato fino a inizio anni ottanta del Novecento da un bacino di accumulo e da una spettacolare lingua di ablazione, si è ridotto negli anni a seguire; la lunga lingua, un tempo palestra per imparare le tecniche di progressione su ghiacciaio, è scomparsa completamente tra il 2010 ed il 2015.

## Accesso
Il rifugio Elena, raggiungibile con una facile camminata da Arnouva, rappresenta il luogo ideale per osservare la conca formata dalla lingua di ablazione oggi scomparsa, conca a monte della quale è visibile ciò che resta del ghiacciaio.